# Denishawn School of Dancing and Related Arts

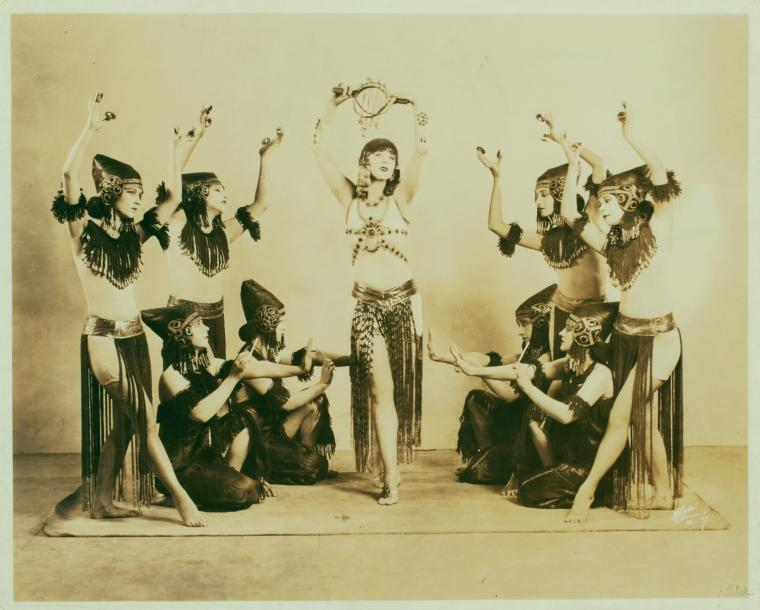
Ein orientalistisches Denishawn-Ballett

Die Denishawn School of Dancing and Related Arts war eine professionelle Tanzschule in Los Angeles mit einer Zweigstelle in New York City, die 1915 bis 1931 existierte und von den Tänzern Ruth St. Denis und Ted Shawn geleitet wurde. Das Gründerpaar lehrte eine Verbindung von Tanz und Pantomime mit esoterischen Anklängen. Der Schule angegliedert war die Denishawn-Tanzkompanie, die 1925–26 sehr erfolgreiche USA-Tourneen mit orientalisch inspirierten Tänzen unternahm.
„Denishawn“ war eine Art Bindeglied zwischen den Lehren von François Delsarte zur Steigerung des tänzerischen Ausdrucks und den US-amerikanischen Erneuerungsbestrebungen des Bühnentanzes im 20. Jahrhundert. Die Schule hatte erheblichen Einfluss auf den Modern Dance sowie auf exotische Tanzeinlagen im Hollywood-Film und in der Revue jener Jahre. Zu den bekanntesten Schülern gehören die Tanzpionierin Martha Graham (bis 1923), der Stummfilmstar Louise Brooks und die Tanztherapeutin Marian Chace.

## Video
- Denishawn. The Birth of Modern Dance (USA: Kultur Video 1988): Dokumentation
- Denishawn – Dances on! (USA 2006): Rekonstruktion einiger Ballette